# Сунсё, Хисида
Хисида Сунсё (яп.菱田春草, наст. имя Миодзи (三男治); 21 сентября 1874, Иида, префектура Нагано — 16 сентября 1911, Токио) — японский живописец, работавший в традиционном стиле нихонга.

## Жизнь и творчество
Родился в дворянской семье, был третьим сыном самурая из дома Хори. В 1889 году юноша приезжает в Токио и начинает своё обучение классической японской живописи. Первым учителем Хисиды был художник Юки Масааки (1834–1904). В 1890 году поступает в токийскую Художественную академию. Под влиянием своего преподавателя Окакуры Какудзо и  товарищей по учёбе, Ёкоямы Тайкана и Симомуры Кандзана, избирает для себя художественный традиционный стиль нихонга. В 1895 году художник завершает своё обучение в академии конкурсной работой - полотном «Вдова с ребёнком». Вступив в «Общество японской живописи». Хисида участвует в его выставках (картины «Пейзаж в четырёх временах года», «Цветы и улыбка», «Отражение в воде»). С 1896 года преподаёт в художественной школе. По заказу Императорского музея Токио художник делает копии с известных полотен старых мастеров. В 1898 году Окакура после конфликта с руководством покидает школу и открывает частную художественную школу Нихон бидзюцу-ин. Вместе  ним уходят и Хисида, Ёкояма м Хасимото. 
В 1903 году Хисида вместе с Ёкоямой совершают поездку в Индию; в Калькутте они устраивают выставку своих работ. В 1904 году Окакура организует экспозицию произведений Химиды, Ёкоямы и других мастеров нихонга в США (в апреле в Нью-Йорке, в ноябре в Бостоне). В 1905 Хисида и Ёкояма проводят выставки в Нью-Йорке и Вашингтоне, затем в апреле уезжают в Европу. Молодые люди посещают Германию, Италию, Францию, устраивают выставку своих произведений в Лондоне и в августе того же года возвращаются в Японию. Из соображений экономии в 1906 году школа Нихон бидзюцу-ин переезжает из Токио в городок Идзура в префектуре Ибараки, Хисида также переезжает в Идзуру. С целью усовершенствовать свой стиль рисунка, живописец изучает работы знаменитых японских мастеров XVII-XVIII столетий - Огаты Корина и Таварая Сотацу. У них он берёт декоративные элементы в сочетании с игрой светотени. 
В 1907 году японское министерство культуры проводит первую Всеяпонскую выставку искусств, и Хисида участвует в ней, представив свою картину «Патриарх Кэнсу». В 1910 году он там же выставляет свою картину «Чёрная кошка». Она, ставшая также мотивом японской почтовой марки (1979), считается одним из классических произведений японской живописи начала ХХ столетия. 
В 1908 году художник тяжело заболевает почечной недостаточностью, вследствие чего теряет зрение. Три года спустя Хисида Сунсё скончался.

## Галерея
- Чёрная кошка, 1910
- Кошка и цветы персика (деталь)
- Вдова с ребёнком, 1895
- Отражение в воде, 1897
- Осенний вечер, 1902
- Падающая листва, 1909